# 트랜지스터 라디오

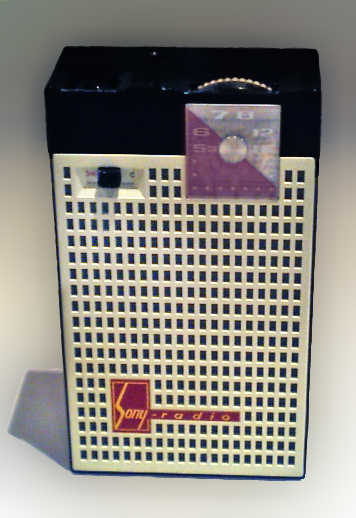
트랜지스터 라디오 (소니・TR-52)

트랜지스터 라디오(Transistor radio)는 트랜지스터를 사용하여 소형, 경량, 저전력화한 제품의 호칭이다. 1970년 말경부터 IC(집적회로)화되어 일부 조립형 제품을 제외한 시중에 발매되는 휴대용 라디오의 거의 대부분은 '트랜지스터 라디오'가 아닌 'IC 라디오'이지만 관용적으로 여전히 트랜지스터 라디오로 부르는 경우가 많다.
세계 최초의 트랜지스터 라디오는 현재는 공학용 계산기로 널리 알려진 미국 Texas Instruments사가 개발하였지만, 이를 대중화한 것은 일본의 소니이다. 1960년대 일본 전자산업의 부흥은 이 트랜지스터 라디오가 이끌었다고 해도 과언이 아니다. 이후 전 세계 휴대용 트랜지스터 라디오의 대부분은 일본산이었으나 1980년대 중후반 이후 일본 내 생산비용(특히 인건비) 상승 압박으로 생산 거점을 중화인민공화국, 대한민국, 중화민국, 말레이시아 등지로 많이 이전하였다.
1990년대 이후로는 워크맨, MP3 플레이어 등 휴대용 장치에 FM 튜너 기능이 탑재되어 트랜지스터 라디오의 수요가 줄어들었으나 아직도 등산용, 캠핑용, 비상용 등의 수요가 여전히 있다. 2013년 현재 전 세계 트랜지스터 라디오의 거의 대부분은 중국산이며, 중화인민공화국에서 저렴한 가격의 트랜지스터 라디오가 쏟아져나오고 있다. 다만 현재에도 일본에서 극소수의 라디오가 여전히 생산되고 있으며(소니 ICF-SW22/23, SRF-T615, ICF-SW7600GR 등; 일본 소니의 아키타현 소재 모 일본계 협력업체 생산품), 대한민국의 경우도 대흥전자, 태창전자 등이 국내에서 여전히 트랜지스터 라디오를 생산하고 있다.

## 같이 보기
- 방송